# Malcolm Hamilton (1855–1907)
Hugo David Malcolm Hamilton, född den 8 oktober 1855 i Stockholm, död den 12 februari 1907 i Överjärva, Solna församling, Stockholms län, var en svensk greve och sjömilitär. Han var son till Malcolm Hamilton.
Hamilton blev underlöjtnant vid flottan 1876 och löjtnant 1880. Efter anställning i engelsk örlogstjänst 1880–1883 blev han kapten 1888, kommendörkapten av andra graden 1897 och av första graden 1900. Hamilton var adjutant hos stationsbefälhavaren vid flottans station i Karlskrona 1897–1898 och chef för Sjöförsvarsdepartementets kommandoexpedition 1898–1904. Han befordrades till kommendör vid flottan 1903. Hamilton var varvschef vid flottans station i Karlskrona 1904–1906. Han invaldes som ledamot av Örlogsmannasällskapet 1889 och av Krigsvetenskapsakademiens andra klass 1900. Hamilton blev riddare av Svärdsorden 1896 och kommendör av andra klassen av samma orden 1905.